# Ульяновка (Кармаскалинський район)
Улья́новка (рос. Ульяновка, башк. Ульяновка) — присілок у складі Кармаскалинського району Башкортостану, Росія. Входить до складу Ніколаєвської сільської ради.
Населення — 100 осіб (2010; 93 в 2002).
Національний склад:
- росіяни — 84 %